# The Cure
A The Cure brit zenekar, az alternatív rock/punk egyik legjelentősebb formációja. 1976-os megalakulása óta a felállás többször változott, az egyetlen állandó tag Robert Smith, a zenekar jellegzetes hangú, tupírozott hajú énekese, gitárosa és dalszerzője. Az együttes zenéjét olyan albumok fémjelzik, mint a Pornography, a Kiss Me Kiss Me Kiss Me és a Disintegration, legismertebb dalai a Boys Don't Cry, a Close to Me, a Lovesong, a Lullaby, és a Friday I'm In Love.
2019-ben az együttest beiktatták a Rock and Roll Hall of Fame-be.

## Története
A zenekar az angliai Crawley-ban alakult 1976-ban, Easy Cure néven. Az együttes alapító tagjai Robert Smith (ének, gitár), Michael Dempsey (basszusgitár), Lol Tolhurst (dobok) és Porl Thompson (gitár) voltak. A megalakulást követően hamarosan már saját dalokat írtak és 1977 áprilisától koncerteket is adtak. 1978-ban kilépett a zenekarból Porl Tompson és ezzel egyidőben a trió The Cure-ra egyszerűsítette a nevét.
Első kislemezük 1978-ban jelent meg Killing An Arab címmel a Small Wonder Records-nál. A lemez rasszistának tűnő címe miatt (Megölni egy arabot) kisebb botrányt kavart, pedig a téma valójában a dal ihletforrásából, a francia egzisztencialista író, Albert Camus regényéből, a Közönyből származik.
Az együttes számos kiadónak elküldte demófelvételeit, közülük Chris Parry figyelt fel a zenekarra, akivel szerződést írtak alá az újonnan alapított Fiction Recordshoz, amelyhez az együttes hű maradt egészen 2001-ig. A zenekar hivatalos honlapján első lemezükként a Fiction Records által 1979. február 6-án megjelent "Killing An Arab" szerepel.
A zenekar bemutatkozó albuma 1979. május 8-án jelent meg az Egyesült Királyságban Three Imaginary Boys címmel. Ezt követte első lemezük az Amerikai Egyesült Államokban Boys Dont't Cry címmel. A két lemez számos dalban és azok sorrendjében is különbözik.
A Seventeen Seconds című, 1980-ban kiadott második nagylemezükön, található A Forest című dallal érték el első nagyobb sikerüket, amikor a dal a brit slágerlista 31. helyét érte el. A lemez erősen elütött az előző produkciótól, mivel ezt már az együttes későbbi munkáin eluralkodó sötét, melankolikus hangnem jellemezte. Ezt követte a Faith című lemez, majd 1982-ben a Pornography, amelyet mind a kritika, mind a rajongók a csapat legsötétebb albumának tekintenek. Az alkotást a disszonáns hanghatások, a végsőkig redukált, repetitív dobritmusok és a fájdalom, vergődés képeit megjelenítő szövegek határozzák meg. A lemezt indító, hangulatában az őskáoszt vagy az apokalipszist idéző One Hundred Years azóta is a koncertek gyakran játszott dala.
A borús hangulatú Pornography után könnyedebb hangvételű dalok készültek. 1982 novemberében jelent meg a Let's Go to Bed kislemez, melynek videóklipjét Tim Pope rendezte, akinek ez volt első együttműködése a The Cure-ral. A zenekar és a rendező jó kapcsolatát mutatja, hogy a következő években számos dalnak, köztük nem egy slágernek, Pope készítette a videóklipjét (Close to Me, Inbetween Days, The Caterpillar, Why Can't I Be You, Lullaby, Friday I'm in Love, High). Az 1983-ban megjelent The Walk és a The Love Cats kislemezekből és azok b-oldalas dalaiból állt össze 1983 decemberére a Japanese Whispers című lemez.
Az 1984-es The Top című lemezen ugyan találhatók az előző sötét korszakot idéző, kiábrándultságot és reménytelenséget árasztó dalok (The Wailing Wall, The Top), ugyanakkor elmozdulás is érezhető a korábbi hangzásvilágtól. A The Caterpillar című dalra dallamosság és játékosság jellemző. Hasonló hangulat érezhető az 1985-ben kiadott The Head on the Door című albumon is, amely az együttes egyik legnagyobb slágerét, a Close to Me című dalt is tartalmazza.
1987-ben jelent meg a Kiss Me Kiss Me Kiss Me című dupla album, rajta Why Can't I be You? és a Just Like Heaven című slágerekkel. Két évvel később, 1989. május 1-én adták ki a Disintegration című albumot, amely a csapat máig legismertebb és legnépszerűbb alkotása, és amely visszatérést jelentett a korábbi sötét korszakhoz.
1992-ben jelent meg a Wish című album, amely első helyezést ért el az Egyesült Királyságban és második lett az Egyesült Államok slágerlistáin. A High és a Friday I'm in Love című dalok az albumról felkerültek a nemzetközi slágerlistákra is.
A Wish-t követően rendre négyévente jelennek meg a zenekar következő stúdióalbumai. 1996-ban jelent meg a színes zenei világú Wild Mood Swings, amelyet 2000-ben újabb melankolikusabb album, a Bloodflowers követett, majd 2004-ben került piacra a The Cure című album.
2008-ban különleges módon jelent meg a zenekar soron következő, tizenharmadik nagylemeze. Az album megjelenését megelőzően minden hónapban kiadtak egy-egy kislemezt: The Only One (május), Freakshow (június), Sleep When I'm Dead (július), The Perfect Boy (augusztus), valamint a Hypnagogic States című EP-t (szeptember). Egyedülálló módon – szintén az album piacra kerülése előtt – a zenekar az új album összes dalát előadta egy élő koncert keretében Rómában. A 4:13 Dream című album 2008. október 27-én jelent meg.
A 2016-os turné észak-amerikai koncertsorozatának első állomásán 2016. május 10-én New Orleans-ban két új dalt, a Step into the Light és az It Can Never Be the Same címűt, először adták elő, ám ezek azóta sem jelentek meg lemezen. A zenekar 2016-os európai koncertkörútján a 17 ország egyik állomásaként a Papp László Budapest Sportarénában lépett fel 2016. október 27-én. 
2022-ben újabb európai túrnéjuk során a zenekar öt új számot mutatott be, melyeket aztán szinte minden állomáson játszottak akkor, illetve egy évvel később Észak-Amerikában is. Ezek az új szerzemények hangzásba nagyon hasonlítottak a Disintegration komor és szívfájdító dallamaihoz. Smith és a zenekar az elmúlt tizennégy év minden fájdalmát belerakták munkáikba, és egy új album érkeztét is belengették.
2024 szeptember 26-án az együttes bejelentette új, érkező albumának, a Songs of a Lost World-nek a hivatalos megjelenési dátumát, és tizanhat év után előszőr stúdiófelvételt jelentettek meg, kiadták kislemezként az album első számát, az Alon-t

## A The Cure Magyarországon
A zenekar öt alkalommal lépett fel a magyar közönség előtt.
- 1989. május 26. – Kisstadion, Budapest[13]
- 2002. július 31. – Sziget Fesztivál, Óbudai Sziget, Budapest[14]
- 2005. augusztus 26. – Szegedi Ifjúsági Napok, Partfürdő, Szeged[15]
- 2016. október 27. – Papp László Budapest Sportaréna, Budapest[16]
- 2022. október 26. – Papp László Budapest Sportaréna, Budapest[17]

## Diszkográfia és videográfia
| 1. Three Imaginary Boys (1979) 2. Seventeen Seconds (1980) 3. Faith (1981) 4. Pornography (1982) 5. The Top (1984) 6. The Head on the Door (1985) 7. Kiss Me, Kiss Me, Kiss Me (1987) 8. Disintegration (1989) 9. Wish (1992) 10. Wild Mood Swings (1996) 11. Bloodflowers (2000) 12. The Cure (2004) 13. 4:13 Dream (2008) 14. Songs of a Lost World (2024) - Boys Don’t Cry (1980) - Japanese Whispers (1983) - Standing on a Beach / Staring at the Sea: The Singles (1986) - Mixed Up (1990) - Galore (1997) - Greatest Hits (2001) - Join the Dots: B-Sides and Rarities, 1978-2001 (2004) - 4Play (2006) | - Concert (1984) - Entreat (1990) - Show (1993) - Paris (1993) - Festival (2005) - Bestival Live 2011 (2012) - Staring at the Sea: The Images (1986) - The Cure Live in Japan (1986) - The Cure in Orange (1988) - Picture Show (1991) - Play Out (1992) - Show (1993) - Galore: The Videos 1987–1997 (1997) - Greatest Hits (2001) - The Cure: Trilogy (2003) - Festival 2005 (2006) |

## Tagok

### Jelenlegi tagok
- Robert Smith – ének, gitár, billentyűs hangszerek és egyéb hangszerek (1976–napjainkig)
- Simon Gallup – basszusgitár, billentyűsök (1979–1982, 1985–napjainkig)
- Jason Cooper – dob, ütőhangszerek (1995–napjainkig)
- Roger O'Donell – billentyűs hangszerek (1987–1990, 1995–2005, 2011–napjainkig)
- Reeves Gabrels – gitár (2012–napjainkig)

### Korábbi tagok
- Lol Tolhurst – dob, dobgép, ütőhangszerek, billentyűsök és egyéb hangszerek (1976–1989)
- Michael Dempsey – basszusgitár, ének (1976–1979)
- Matthieu Hartley – billentyűsök (1979–1980)
- Phil Thornalley – basszusgitár (1983–1984)
- Andy Anderson – dob, ütőhangszerek (1983–1984)
- Boris Williams – dob, ütőhangszerek (1984–1994)
- Porl Thompson – gitár, billentyűsök, szaxofon (1976–1978, 1983–1993, 2005–2010)
- Perry Bamonte – billentyűsök, gitár, basszusgitár (1990–2005)